# L'Inflexible (S615)
Pour les autres navires du même nom, voir Inflexible.
Le sous-marin nucléaire lanceur d'engins (SNLE) L'Inflexible,, est le dernier sous-marin de classe Redoutable que construisit la France, son numéro de coque est Q264, son indicatif visuel est S615.

## Historique

### Autorisation de construction
La décision de construction du sous-marin l'Inflexible intervient le 20 avril 1974 puis est suspendue en juin 1976. L'acier prévu pour ce navire sert alors pour alimenter le chantier de construction du sous-marin nucléaire d'attaque Rubis (S601).
Le conseil de défense du 27 septembre 1978 relance le projet avec une nouvelle spécification, l'emport du missile M4. La commande est intégrée à la loi de programmation 1977-1982.

### Conception
Le sous-marin bénéficie d'une nouvelle conception avec la recherche d'une plus grande discrétion acoustique.
Les formes de coque sont modifiées et un nouveau gouvernail est conçu. La propulsion et l'usine électrique sont plus silencieuses. Le système de traitement de l'information est constitué de calculateurs en pool et utilise des communications numériques. Le système d'armes tactiques est doté d'un sonar multifonctions et de missiles Exocet. Le système global de navigation reçoit les équipements de navigation et de radiolocalisation les plus récents.
Cette configuration sert de modèle pour la refonte de la classe Redoutable.

### Construction
La construction du sous-marin est effectuée par l'assemblage de tronçons de 50 tonnes et de 11 mètres de diamètre. Elle débute le 23 mars 1980 et nécessite 7,5 millions d'heures de travail pour un coût d'environ 600 millions d'euros aux conditions économiques de 1985.

### Service
Le navire entre en service le 1er avril 1985.
Comme tous les autres SNLE, il est durant sa carrière intégré à la Force océanique stratégique de la Marine nationale française et basé à l'Île Longue, dans la rade de Brest. À la différence des cinq autres sous-marins de sa classe, il est entré directement en service armé des missiles M4.
Le temps de service entre deux périodes d'indisponibilité majeure est d'environ 72 mois.
Deux équipages de 135 hommes chacun (120 hommes et 15 officiers), les « Bleus » et les « Rouges » se relaient pour que le navire soit opérationnel en tout temps. Sur les six SNLE, quatre devaient toujours se trouver en mer, dont trois en position de tir.
Il est modernisé en 2000-2001 pour recevoir les missiles M45, qu'il partage avec la Classe Le Triomphant.

### Retrait du service
L'Inflexible est retiré du service en janvier 2008, peu avant l'entrée en activité du Terrible. À la suite du retrait de sa tranche nucléaire après son désarmement, il a attendu son démantèlement qui est alors programmé entre 2018 et 2027 à Cherbourg-en-Cotentin, par les sociétés DCNS, Veolia Propreté et NEOM filiale de Vinci, en compagnie de quatre autres sous-marins de la classe Le Redoutable. Le chantier commence le 23 janvier 2023, et doit durer de 16 à 18 mois.

## Caractéristiques

Missiles M45 et M51 dans des coques de SNLE (type Le Redoutable, à gauche) et de SNLE-NG (type Le Triomphant, au milieu)

La coque épaisse en acier 80 HLES (haute limite élasticité soudable) permet de plonger à une profondeur limitée à 300 m en temps de paix. Elle est divisée en trois ponts et tranches, contenant les machines à l'arrière, les missiles au centre et, sur une surface de 240 m2, les logements de l'équipage à l'avant. Cette coque reçoit à son sommet et au niveau des missiles une superstructure en composites.
Chaque missile M4 est capable de délivrer six têtes nucléaires TN 70 (version M4 A) puis TN 71 (version M4 A) à 4 500 km, soit un total de 96 ogives de 150 kt disponibles par sous-marin. L'Inflexible emporte ensuite le missile M45, qui porte six têtes TN 75 à 6 000 km.